# Jabrayil Hasanov
Jabrayil Ilham oglu Hasanov (em azeri:  Cəbrayıl İlham oğlu Həsənov; Suparibağ, 24 de fevereiro de 1990) é um lutador de estilo-livre azeri, medalhista olímpico.

## Carreira
Hasanov competiu na Rio 2016, na qual conquistou a medalha de bronze, na categoria até 74 kg.